# 1978年马来西亚大选
1978年马来西亚大选是于1978年7月8日至7月22日之间举行的马来西亚国会下议院第5届选举。此次共有154个国会议会席位和10个州共276个州议会席位（不包括东马和于该年3月11日提前举行的吉兰丹州选举）同步进行选举。此次选举中国民阵线继续获得联邦政府和10个州的执政权。而民主行动党也获得了16席，赢得了华裔占多数的城市选区，本届投票率为75.3%。根据《马来西亚联邦宪法》，马来西亚需要每隔5年举行一次选举，除非首相向最高元首提出提早解散国会，抑或是对首相的不信任动议通过。
后来成为首相的时任副首相马哈迪·莫哈末在本届大选竞选古邦巴素国会议席时面对回教党候选人哈林阿沙的挑战。不过，马哈迪最终仍以高达8千245张多数票取胜。当胡先翁因健康问题，有意在1981年辞去首相的职位时，马哈迪获胡先翁点名为接班人，并在同年7月16日就任为马来西亚第四任首相。

## 选举结果
在联邦层级，执政的国阵赢得了154个国会议席中的131个，得以组成联邦政府，州层级方面国阵赢得了10个州政权。
其中参与选举的14个反对党只有民主行动党、回教党和砂拉越人民机构获得国会席位，而独立人士也在此次选举获得2国2州席。在马来西亚半岛的114席中国阵一共赢得94席，其中巫统70席、馬華公会17席、民政黨4席、國大黨3席，而人民进步党则全军覆没。巫统也在此次选举中在大部分州议会单独取得过半席位，巩固其在国阵的主导权，回教党被逐出国阵后并没有削减巫统的支持率。
民主行動黨也在本届选举因马来西亚华人对政府处理华人独立大学、工業協調法令以及新经济政策的落实引发的不滿情绪下成為國會內最大的反對黨，从1974年的9个国席增至16個，以及25个州席。民主行动党也在沙巴慕斯達法政权倒台后贏得山打根國席，开始东渡至东马，还在国阵定存州柔佛赢得居銮国席，以及从民政党手中拿下槟城丹绒国席。该党秘書長林吉祥也成為國會反對黨領袖。而另一方面馬華公会的候選人在華人居多的城市地區纷纷败选，其中派出的28名候選人中只有17人成功當選。另一个以华裔为主的多元政党民政党6名候选人中有4名当选，并获得向来是反对党堡垒区的甲洞国席。
回教黨在1977年被逐出國陣后恢復成反對黨，而该党派出的88名國會候選人中也只有5人中選，党主席阿斯里也未能在吉打胜选，州席方面回教党只贏得11個州議席（吉打7席、吉蘭丹2席、檳城和霹靂各1席）。
6月12日提名日当天共有387名候選人角逐154個國會議席，其中國陣有152名、回教黨88名、行動黨53名、社會正義黨7名、人民社會主義黨4名、社會主義民主黨3名、國家醒覺黨和工人黨各1名、沙人民民主黨4名、沙團結社會黨3名、沙華公會2名、砂土著人民黨12名、砂人民国家黨和砂民眾黨各3名，砂人民機構1名及獨立人士50名。同時共有744名候選人参选276個州議席，其中國陣298人、回教党239人、行動黨126人、獨立人士81人。
國陣在竞选的9個國會議席（西馬5席，砂拉越3席和沙巴1席）和17個州議席（柔佛5席，玻璃市、登嘉樓、雪蘭莪及馬六甲各2席，吉打、霹靂、彭亨及森美蘭各1席）不战而胜。
大選期間，政府禁止群眾进行宣传大會，然而各政黨仍可通过其他方法進行競選活动如演講會或沿戶拜访选民。一些政黨也通過國營電台向選民闡明其競選宣言和政綱。
投票當天，马来西亚半岛各州共有3,949個投票站供選民投票，投票程序也在一日之內完成，东马方面則需費時8至15天才完成。此次大選投票率较高，其中在國會選舉中的投票率为75.3%（上屆為75.1%），各州選會選舉中的投票率则是76.9%（上屆為75.4%）。此外，廢票率也比上屆来的低，其中在國會選舉中的廢票率是3.4%（上屆為4.5%），各州議會選舉中的廢票率則為5.0%（上屆為5.5%）。
吉兰丹也在这届大选被国阵攻下，事件起因为1977年由阿斯里領導的回教黨试图推翻时任吉兰丹州務大臣納西，并限定他在1977年9月20日之前辭職。然而他不服，还号召6万名支持者展现力量，结果在在9月25日被開除黨籍，又在10月15日的吉兰丹州議會上被不信任动议罢免。纳西在被罢免的4天后号召群众大会引起骚乱，引起吉兰丹宪政危机，使吉兰丹在11月8日进入紧急状态并实施宵禁，而州政府也无法正常运作。國會之后通過緊急權力凍結州議會和州憲法，委任1名中央公務員代管吉兰丹州，直到1978年3月吉兰丹提前举行州選舉為止。
之后回教党和巫统的关系恶化，阿斯里率領该黨領袖辭去中央部長職，但是副主席哈山却不愿辞退地方政府及聯邦直轄區部長，被党開除后加入巫統。回教黨在1977年12月13日的國陣會議上，被國陣成员党一致同意逐出国阵。
提早舉行的吉兰丹州选举于1978年3月11日投票。在36個州議席当中，由前大臣納西领导的回教陣線（BERJASA）与由东姑拉沙里领导的吉兰丹州巫統合作。最终國陣获得23席、回陣11席，回教黨僅剩下2席，結束在吉兰丹州18年的統治。
| 政党                     | 政党                     | 政党                     | 政党                     | 得票       | 得票   | 当选席次 | 当选席次 | 当选席次 |
| 政党                     | 政党                     | 政党                     | 政党                     | 得票       | %      | 当选席次 | %        | +/–      |
| ------------------------ | ------------------------ | ------------------------ | ------------------------ | ---------- | ------ | -------- | -------- | -------- |
|                          | 國民陣線                 | 國民陣線                 | BN                       | 1,987,907  | 57.23  | 131      | 85.06    | -4       |
|                          |                          | 巫统                     | UMNO                     |            |        | 70       | 45.45    | +8       |
|                          | 马华公会                 | MCA                      |                          |            | 17     | 11.04    | -2       |          |
|                          | 沙人民党                 | BERJAYA                  |                          |            | 9      | 5.84     | 新       |          |
|                          | 砂国民党                 | SNAP                     | 45,218                   |            | 9      | 5.84     | 0        |          |
|                          | 砂土保党                 | PBB                      | 52,222                   |            | 8      | 5.19     | 0        |          |
|                          | 砂人联党                 | SUPP                     | 64,099                   |            | 6      | 3.90     | -1       |          |
|                          | 沙统                     | USNO                     |                          |            | 5      | 3.25     | -8       |          |
|                          | 民政党                   | Gerakan                  |                          |            | 4      | 2.60     | -1       |          |
|                          | 国大党                   | MIC                      |                          |            | 3      | 1.95     | -1       |          |
|                          | 人民进步党               | PPP                      |                          |            | 0      | 0.00     | -1       |          |
|                          | 民主行动党               | 民主行动党               | DAP                      | 664,433    | 19.13  | 16       | 10.39    | +7       |
|                          | 回教党                   | 回教党                   | PAS                      | 537,720    | 15.48  | 5        | 3.25     | -8       |
|                          | 砂婆党                   | 砂婆党                   | SAPO                     | 10,150     | 0.29   | 1        | 0.65     | 新       |
|                          | 马来西亚人民党           | 马来西亚人民党           | PSRM                     |            |        | 0        | 0.00     | 0        |
|                          | 其他政党                 | 其他政党                 |                          | 112,850    | 3.25   | 0        | 0.00     | 0        |
|                          | 砂土著人民党             | 砂土著人民党             | PAJAR                    | 35,009     |        | 0        | 0.00     | 新       |
|                          | 砂拉越民众党             | 砂拉越民众党             | UMAT                     | 3,898      |        | 0        | 0.00     | 新       |
|                          | 砂拉越人民国家党         | 砂拉越人民国家党         | NEGARA                   | 861        |        | 0        | 0.00     | 新       |
|                          | 独立人士                 | 独立人士                 | IND                      | 160,370    | 4.62   | 1        | 0.65     | +1       |
| 合格选票                 | 合格选票                 | 合格选票                 | 合格选票                 | 3,473,430  |        |          |          |          |
| 废票/空白票              | 废票/空白票              | 废票/空白票              | 废票/空白票              | 123,302    |        |          |          |          |
| 总计（投票率：75.3%）    | 总计（投票率：75.3%）    | 总计（投票率：75.3%）    | 总计（投票率：75.3%）    | 3,596,732  | 100.00 | 154      | 100.00   | 0        |
| 棄權票                   | 棄權票                   | 棄權票                   | 棄權票                   | 1,462,957  |        |          |          |          |
| 登记投票人口             | 登记投票人口             | 登记投票人口             | 登记投票人口             | 5,059,689  |        |          |          |          |
| 投票年齡人口（21岁以上） | 投票年齡人口（21岁以上） | 投票年齡人口（21岁以上） | 投票年齡人口（21岁以上） | 6,067,230  |        |          |          |          |
| 马来西亚人口             | 马来西亚人口             | 马来西亚人口             | 马来西亚人口             | 12,303,000 |        |          |          |          |
| 来源：                   |                          |                          |                          |            |        |          |          |          |

1. ↑   正式联盟，各个政党统一使用“天秤”旗帜竞选。